# Хапаярви
Хапаярви, Хаапаярви — пресноводное озеро на территории Юшкозерского сельского поселения Калевальского района Республики Карелии.

## Общие сведения
Площадь озера — 1 км². Располагается на высоте 173,6 метров над уровнем моря.
Форма озера продолговатая: оно вытянуто с северо-востока на юго-запад. Берега изрезанные, каменисто-песчаные, местами заболоченные.
Из северо-восточной оконечности озера вытекает река Шомба, впадающая в реку Кемь.
Код объекта в государственном водном реестре — 02020001011102000006103.